# Beothuk Lake (Red Indian Lake)
Der Beothuk Lake ist ein See in der kanadischen Provinz Neufundland und Labrador. Der See hieß bis November 2021 offiziell Red Indian Lake. Der neue Name ehrt das auf Neufundland ausgestorbene Volk der Beothuk.

## Lage
Der See befindet sich im Westen der Insel Neufundland. Der 185 km² große See erstreckt sich in SW-NO-Richtung über eine Länge von 64,4 km. Die maximale Breite liegt bei 5,8 km. Der Exploits River entwässert den See zur Bay of Exploits an der Nordküste der Insel. 5 km nördlich des Sees befindet sich die Gemeinde Buchans. Am Ostufer liegt die Siedlung Millertown. Im See gibt es die kleine Insel Buchans Island.
Der Exploits Dam (auch bekannt als Millertown Dam) reguliert den Abfluss des Sees. Dieser dient als Wasserspeicher für das abstrom gelegene Wasserkraftwerk bei Grand Falls-Windsor. Betrieben wird der Damm von Newfoundland and Labrador Hydro, einer Tochtergesellschaft von Nalcor Energy. Der Wasserspiegel liegt im Mittel bei 153,7 m. Er schwankt zwischen 149,8 m und 156,4 m. Der mittlere Abfluss aus dem See betrug zwischen 2007 und 2016 156 m³/s.
Größere Zuflüsse des Sees sind Lloyds River, Mary March’s Brook, Victoria River, Buchan’s Brook, Tulks Brook und Shanadithit Brook. Außerdem befindet sich am westlichen Seeende das Wasserkraftwerk Star Lake, welches das Gefälle vom nördlich gelegenen Star Lake ausnutzt. Der Victoria River fließt vom südwestlich gelegenen Victoria Lake zum Beothuk Lake. Der Victoria Lake ist ebenfalls abflussreguliert. Dessen Wasser wird zur Energiegewinnung nun hauptsächlich nach Osten zum Wasserkraftwerk Bay d'Espoir umgeleitet.